# 疣杜父魚
疣杜父魚，為輻鰭魚綱鮋形目杜父魚亞目杜父魚科的其中一種，為寒帶海水魚，分布於西北太平洋日本北海道至鄂霍次克海海域，棲息深度18-320公尺，體長可達9公分，棲息在底層水域，生活習性不明。